# Rio Ivaí
Der Ivaí ist ein etwa 699 km langer Nebenfluss des Rio Paraná in der Mitte und im Nordwesten des Bundesstaats Paraná in Brasilien.

## Name Ivaí
Der Ursprung des Namens Ivaí liegt in der Tupi-Guarani-Sprache der indigenen Bevölkerung. In Tupí ist es die Aneinanderreihung von ybá = Frucht und y = Fluss. In Guaraní bedeutet es ebenso Fluss der Blume oder Fluss der schönen Frucht.

## Geografie

### Flusslauf

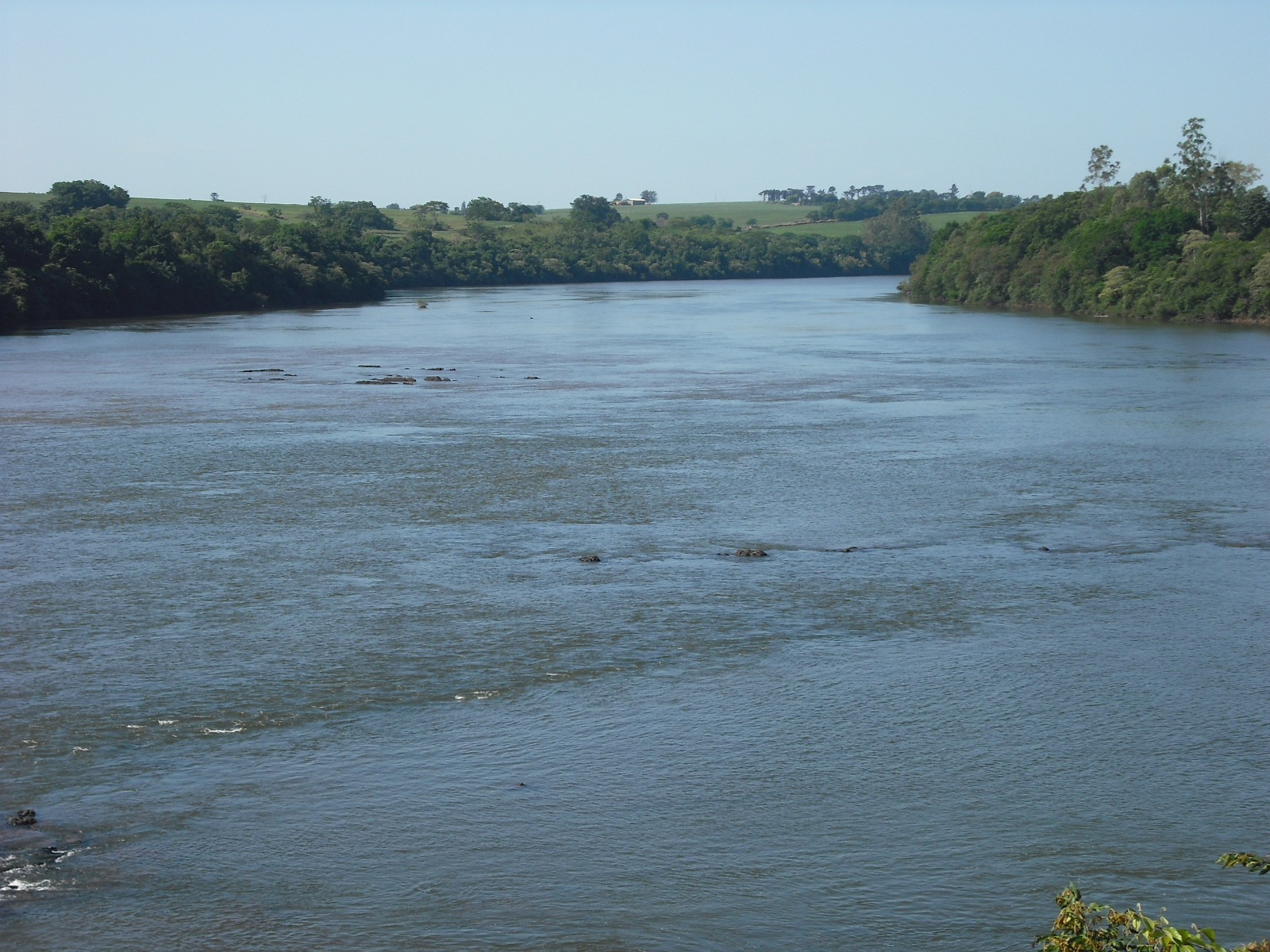
Flusslandschaft von der PR-317-Brücke zwischen Maringá und Campo Mourao

Der Ivaí ist mit etwa 699 km Länge (bzw. etwa 824 km mit dem etwa 125 km langen Quellfluss Rio dos Patos) der längste Fluss, der vollständig innerhalb von Paraná verläuft. Er entsteht im Munizip Prudentópolis in der Region Centro-Sul des Staates Paraná beim Zusammenfluss des Rio dos Patos mit dem Rio São João etwa 20 km nördlich der Stadt Prudentópolis auf der Zweiten Hochebene von Paraná (Planalto de Ponta Grossa) auf 499 m Meereshöhe.

#### Quellflüsse (125 km)
Sein Quellfluss Rio dos Patos entspringt am Osthang der Serra da Esperança auf der Hochebene von Ponta Grossa südlich von Prudentópolis auf 945 m Höhe. Seine Länge bis zum Zusammenfluss mit dem São João beträgt 125 km. Bis hier beträgt sein Gefälle 3,53 ‰.

#### Oberlauf (300 km)
Der Oberlauf erstreckt sich über etwa 300 km bis unterhalb der Mündung des Rio Alonso. Bis zum Pegel Ubá do Sul weist der Ivaí einen Höhenunterschied von 133 m auf einer Strecke von 272 km mit 0,49 ‰ Gefälle auf. Er beendet den Oberlauf mit dem Durchbruch durch die Serra da Esperança und tritt in den Terceiro Planalto Paranaense ein. Hier beträgt der Höhenunterschied auf einer Strecke von 30 km etwa 20 m mit 0,67 ‰ Gefälle.

#### Mittellauf (230 km)
Vom Durchbruch durch die Serra Geral auf etwa 353 m Höhe erstreckt sich der Mittellauf über 240 km bis Mirador auf 248 m Höhe. Der Ivaí durchschneidet das Basaltgestein mit Ebenen und Tafelbergen, die immer runder werden. Die Stromschnellen, Untiefen und kleinen Wasserfälle sind noch bis in die Nähe von Ivatuba vorhanden. Von diesem Punkt bis Corredeira de Ferro ist die Strecke von kräftigen Stromschnellen wie der Ferro- und der Índio-Stromschnelle mit sanft fließenden Abschnitten dazwischen geprägt.

#### Unterlauf (170 km)
Im Unterlauf ab Mirador fällt der Ivaí nur noch von 248 m bis 234 m. Der Höhenunterschied in diesem Abschnitt beträgt 16 m und das Gefälle liegt bei ca. 0,009 ‰, sein Lauf ist praktisch frei von Stromschnellen. Die ersten Spuren der Ebene sind in kleinen Schwemmlandterrassen stromaufwärts von Stromschnellen zu beobachten. Flussabwärts bis zur Corredeira de Ferro verbreitert sich die Ebene ein wenig und erreicht eine Breite von 3 bis 5 km. Für weitere 75 km in Richtung Mündung verbreitert sich die Ebene auf eine Breite von 6 bis 10 km. Der Ivaí mündet bei Porto Camargo (Munizip Icaraíma) gegenüber der Ilha dos Bandeirantes in einen Nebenarm des Paraná. Das Munizip Icaraíma befindet sich am Südufer der Mündung des Ivaí, das Munizip Querência do Norte am Nordufer. Bemerkenswert ist die Farbe seines Wassers, das die meiste Zeit des Jahres braun oder rot ist. Beim Zusammenfluss mit dem Paraná bilden sich Wirbel ähnlich denen, die beim Zusammenfluss von Rio Negro und Rio Solimões bei der Bildung des Amazonas, dem Encontro das Águas, auftreten.

### Einzugsgebiet und Nebenflüsse
Das Einzugsgebiet umfasst 36.587 km². Das sind rund 18 % der Fläche des Staates Paraná.
Dem Ivaí fließen hunderte Gewässer zu. Größere Flüsse (50 – 216 km) von links sind flussabwärts Rio Belo, Rio Pitanga, Rio Borboleta, Ribeirão Pindauva, Rio da Bulha, Rio Corumbataí, Rio Arurão, Rio Mourão, Rio Claro, Rio Ligeiro, Rio dos Índios, Ribeirão Tapiracui, Rio das Antas und Córrego 215.
Rechte Nebenflüsse sind Rio Ubazinho, Rio Branco, Rio Alonso, Rio Bom, Ribeirão Cambará, Ribeirão Barbacena, Rio Keller, Ribeirão Marialva, Ribeirão Bandeirantes do Sul, Rio Andira, Rio da Esperançã, Ribeirão Anhumaí, Rio Surucuá, Ribeirão Paranavaí und Ribeirão Lica.

### Munizipien im Einzugsgebiet
Im Einzugsgebiet des Ivaí liegen 102 Munizipien. Darunter sind nur Maringá, Apucarana und Umuarama Großstädte.
| Munizip                     | Fläche innerhalb Ivaí-Becken (km²) | Gesamtfläche (km²) | Anteil an Gesamtfläche (%) | Einwohner innerhalb Ivaí-Becken (IBGE 2004) |
| --------------------------- | ---------------------------------- | ------------------ | -------------------------- | ------------------------------------------- |
| Alto Paraná                 | 141                                | 408                | 35 %                       | 11.284                                      |
| Amaporã                     | 385                                | 385                | 100 %                      | 5.018                                       |
| Apucarana                   | 190                                | 555                | 34 %                       | 40.423                                      |
| Arapuã                      | 218                                | 218                | 100 %                      | 3.719                                       |
| Ariranha do Ivaí            | 238                                | 238                | 100 %                      | 2.638                                       |
| Barbosa Ferraz              | 532                                | 532                | 100 %                      | 11.915                                      |
| Boa Ventura de São Roque    | 596                                | 621                | 96 %                       | 6.540                                       |
| Bom Sucesso                 | 321                                | 321                | 100 %                      | 5.689                                       |
| Borrazópolis                | 337                                | 337                | 100 %                      | 8.413                                       |
| Califórnia                  | 47                                 | 142                | 33 %                       | 695                                         |
| Cambira                     | 121                                | 164                | 74 %                       | 6.160                                       |
| Campo Mourão                | 735                                | 764                | 96 %                       | 81.554                                      |
| Cândido de Abreu            | 1.515                              | 1.515              | 100 %                      | 17.352                                      |
| Cianorte                    | 792                                | 809                | 98 %                       | 61.097                                      |
| Cidade Gaúcha               | 404                                | 404                | 100 %                      | 10.074                                      |
| Corumbataí do Sul           | 170                                | 170                | 100 %                      | 4.076                                       |
| Cruzeiro do Oeste           | 384                                | 782                | 49 %                       | 16.499                                      |
| Cruzmaltina                 | 305                                | 305                | 100 %                      | 3.587                                       |
| Douradina                   | 420                                | 420                | 100 %                      | 5.946                                       |
| Doutor Camargo              | 118                                | 118                | 100 %                      | 5.692                                       |
| Engenheiro Beltrão          | 469                                | 469                | 100 %                      | 13.780                                      |
| Faxinal                     | 714                                | 714                | 100 %                      | 15.040                                      |
| Fênix                       | 234                                | 234                | 100 %                      | 4.408                                       |
| Floraí                      | 191                                | 191                | 100 %                      | 5.175                                       |
| Floresta                    | 162                                | 162                | 100 %                      | 5.427                                       |
| Godoy Moreira               | 133                                | 133                | 100 %                      | 3.088                                       |
| Grandes Rios                | 305                                | 305                | 100 %                      | 7.474                                       |
| Guairaçá                    | 189                                | 494                | 38 %                       | 713                                         |
| Guamiranga                  | 192                                | 243                | 79 %                       | 6.408                                       |
| Guaporema                   | 201                                | 201                | 100 %                      | 2.220                                       |
| Guarapuava                  | 555                                | 3.126              | 18 %                       | 4.827                                       |
| Icaraíma                    | 432                                | 694                | 62 %                       | 7.857                                       |
| Indianópolis                | 122                                | 122                | 100 %                      | 4.132                                       |
| Irati                       | 361                                | 995                | 36 %                       | 5.781                                       |
| Iretama                     | 568                                | 568                | 100 %                      | 9.037                                       |
| Itambé                      | 244                                | 244                | 100 %                      | 5.847                                       |
| Ivaí                        | 424                                | 610                | 69 %                       | 9.564                                       |
| Ivaiporã                    | 435                                | 435                | 100 %                      | 29.767                                      |
| Ivaté                       | 412                                | 412                | 100 %                      | 6.863                                       |
| Ivatuba                     | 95                                 | 95                 | 100 %                      | 2.944                                       |
| Jandaia do Sul              | 171                                | 188                | 91 %                       | 19.974                                      |
| Japurá                      | 167                                | 167                | 100 %                      | 7.570                                       |
| Jardim Alegre               | 411                                | 411                | 100 %                      | 13.698                                      |
| Jussara                     | 208                                | 208                | 100 %                      | 6.429                                       |
| Kaloré                      | 194                                | 194                | 100 %                      | 4.262                                       |
| Lidianópolis                | 153                                | 153                | 100 %                      | 3.737                                       |
| Loanda                      | 422                                | 720                | 59 %                       | 1.610                                       |
| Luiziana                    | 692                                | 909                | 76 %                       | 5.859                                       |
| Lunardelli                  | 199                                | 199                | 100 %                      | 4.713                                       |
| Mamborê                     | 88                                 | 783                | 11 %                       | 675                                         |
| Mandaguaçu                  | 73                                 | 293                | 25 %                       | 756                                         |
| Mandaguari                  | 93                                 | 336                | 28 %                       | 10.421                                      |
| Manoel Ribas                | 571                                | 571                | 100 %                      | 13.535                                      |
| Maria Helena                | 484                                | 484                | 100 %                      | 5.330                                       |
| Marialva                    | 353                                | 475                | 74 %                       | 19.426                                      |
| Marilândia do Sul           | 217                                | 383                | 57 %                       | 7.692                                       |
| Maringá                     | 212                                | 486                | 44 %                       | 187.372                                     |
| Marumbi                     | 210                                | 210                | 100 %                      | 4.409                                       |
| Mato Rico                   | 47                                 | 397                | 12 %                       | 366                                         |
| Mauá da Serra               | 20                                 | 109                | 18 %                       | 6.349                                       |
| Mirador                     | 222                                | 222                | 100 %                      | 2.584                                       |
| Nova Aliança do Ivaí        | 132                                | 132                | 100 %                      | 1.406                                       |
| Nova Esperança              | 227                                | 402                | 57 %                       | 10.516                                      |
| Nova Olímpia                | 136                                | 136                | 100 %                      | 5.220                                       |
| Nova Tebas                  | 544                                | 544                | 100 %                      | 5.315                                       |
| Novo Itacolomi              | 161                                | 161                | 100 %                      | 2.571                                       |
| Ortigueira                  | 752                                | 2.432              | 31 %                       | 5.005                                       |
| Ourizona                    | 175                                | 175                | 100 %                      | 3.214                                       |
| Paiçandu                    | 171                                | 171                | 100 %                      | 35.159                                      |
| Paraíso do Norte            | 205                                | 205                | 100 %                      | 10.182                                      |
| Paranavaí                   | 420                                | 1.202              | 35 %                       | 66.453                                      |
| Peabiru                     | 467                                | 467                | 100 %                      | 13.141                                      |
| Pitanga                     | 1.509                              | 1.666              | 91 %                       | 32.314                                      |
| Planaltina do Paraná        | 356                                | 356                | 100 %                      | 4.093                                       |
| Presidente Castelo Branco   | 74                                 | 155                | 47 %                       | 4.044                                       |
| Prudentópolis               | 2.312                              | 2.312              | 100 %                      | 46.003                                      |
| Querência do Norte          | 272                                | 1.008              | 27 %                       | 8.571                                       |
| Quinta do Sol               | 326                                | 326                | 100 %                      | 5.841                                       |
| Reserva                     | 1.163                              | 1.634              | 71 %                       | 10.245                                      |
| Rio Bom                     | 177                                | 177                | 100 %                      | 3.212                                       |
| Rio Branco do Ivaí          | 384                                | 384                | 100 %                      | 3.498                                       |
| Roncador                    | 346                                | 741                | 47 %                       | 2.763                                       |
| Rondon                      | 551                                | 551                | 100 %                      | 8.465                                       |
| Rosário do Ivaí             | 381                                | 381                | 100 %                      | 5.262                                       |
| Santa Cruz de Monte Castelo | 408                                | 443                | 92 %                       | 2.462                                       |
| Santa Isabel do Ivaí        | 348                                | 348                | 100 %                      | 8.884                                       |
| Santa Maria do Oeste        | 20                                 | 846                | 2 %                        | 248                                         |
| Santa Mônica                | 260                                | 260                | 100 %                      | 3.196                                       |
| São Carlos do Ivaí          | 224                                | 224                | 100 %                      | 6.382                                       |
| São João do Ivaí            | 353                                | 353                | 100 %                      | 11.417                                      |
| São Jorge do Ivaí           | 317                                | 317                | 100 %                      | 8.787                                       |
| São Manoel do Paraná        | 96                                 | 96                 | 100 %                      | 1.917                                       |
| São Pedro do Ivaí           | 322                                | 322                | 100 %                      | 9.545                                       |
| São Tomé                    | 217                                | 217                | 100 %                      | 5.009                                       |
| Sarandi                     | 60                                 | 104                | 57 %                       | 37.292                                      |
| Tamboara                    | 195                                | 195                | 100 %                      | 4.089                                       |
| Tapejara                    | 528                                | 599                | 88 %                       | 2.409                                       |
| Tapira                      | 435                                | 435                | 100 %                      | 5.130                                       |
| Terra Boa                   | 326                                | 326                | 100 %                      | 14.841                                      |
| Tuneiras do Oeste           | 139                                | 698                | 20 %                       | 659                                         |
| Turvo                       | 853                                | 908                | 94 %                       | 14.084                                      |
| Umuarama                    | 266                                | 1.227              | 22 %                       | 6.909                                       |
| Gesamt                      | 36.219                             | 51.188             |                            | 1.221.243                                   |

### Brücken und Fähren

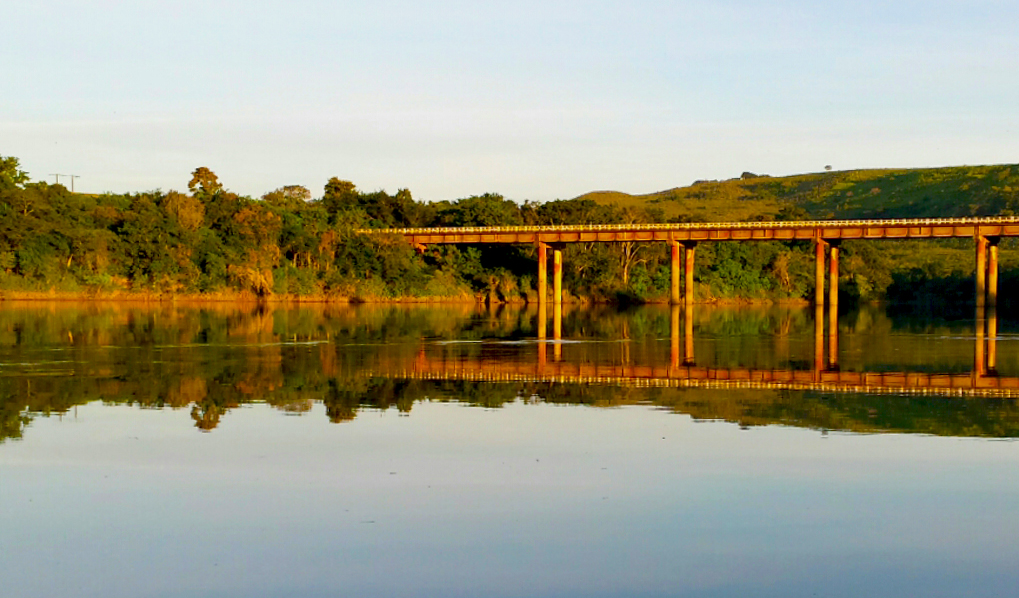
Ivaí-Brücke an der PRC-272 zwischen Mauá da Serra und Ivaiporã bei Porto Ubá

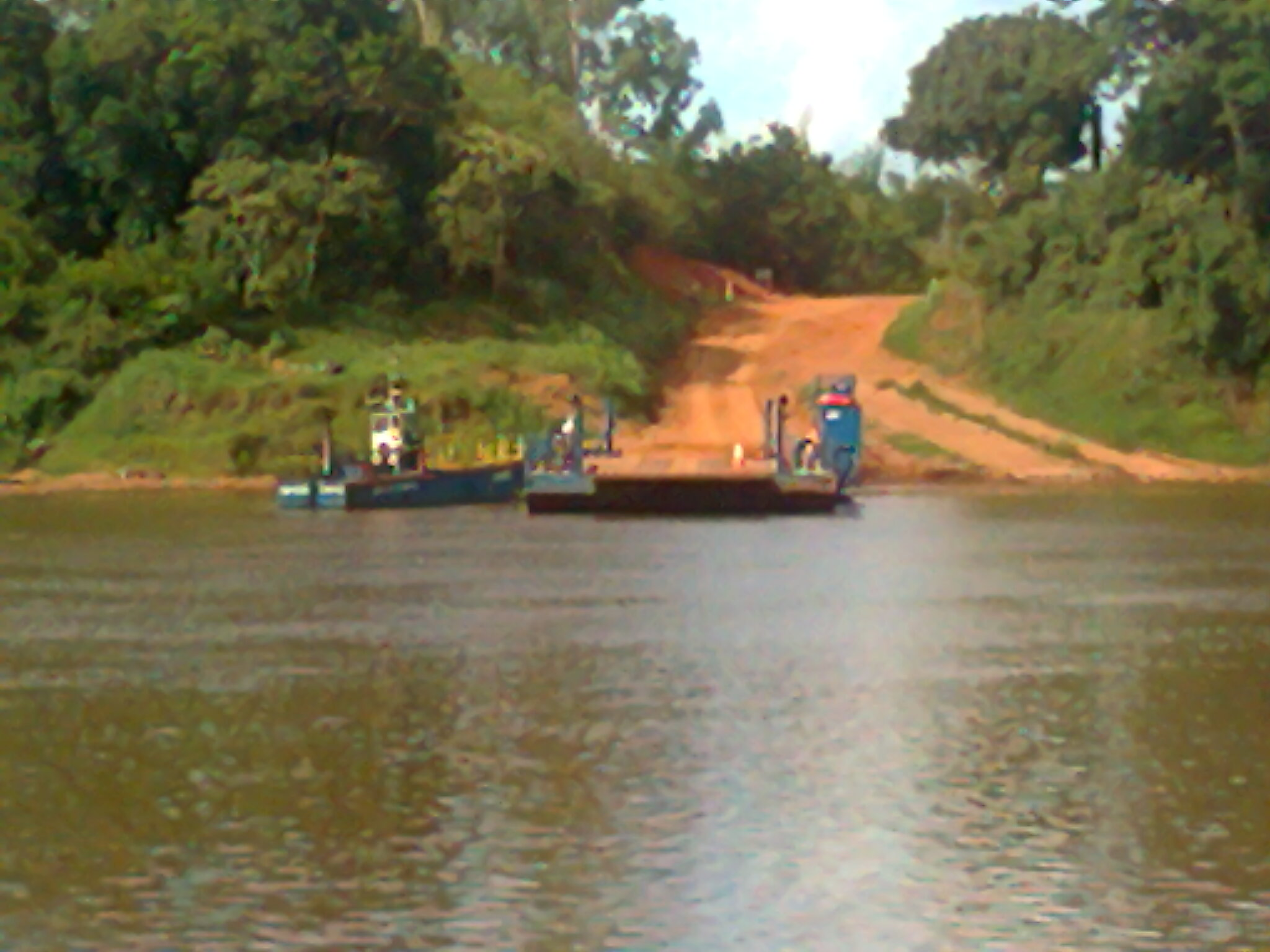
Fähre zwischen Mirador und Guaporema

Den Ivaí überqueren nur 9 Brücken vom Ursprung bis zur Mündung in den Paraná. Zusätzlich ermöglichen drei Fähren die Überfahrt.
| Linkes Ufer                | Rechtes Ufer                    | Straße            |                                                                    |
| -------------------------- | ------------------------------- | ----------------- | ------------------------------------------------------------------ |
| Manoel Ribas               | Cândido de Abreu                | PRC-487           |                                                                    |
| Porto Ubá                  | Cruzmaltina                     | PRC-272 / PRC-466 |                                                                    |
| São João do Ivaí           | São Pedro do Ivaí               | PR-457            |                                                                    |
| Ivâilandia                 | Floresta                        | PR-317            |                                                                    |
| Ivailândia                 | Floresta                        | PR-317 Variante   |                                                                    |
| Cianorte                   | Doutor Camargo                  | PR-323            | Ponte Rodoferroviária der Bahnlinie EF-369 Ourinhos - Porto Mendes |
| Japurá                     | Porto São Carlos                | PR-498            | Fähre                                                              |
| Rondon                     | Paraíso do Norte                | PR-492            |                                                                    |
| Guaporema                  | Mirador                         | PR-180            | Fähre                                                              |
| Tapira                     | Santa Mônica                    | PR-576            |                                                                    |
| Herculandia                | Santa Esmeralda                 | PR-578            |                                                                    |
| Pontal do Tigre – Icaraíma | Porto Novo – Querência do Norte | PR-682 / PR-218   | Fähre                                                              |

### Wirtschaftliche Nutzung
Am Ivaí selbst gibt es keine Talsperren. Lediglich an seinem Quellfluss Rio dos Patos im Munizip Prudentópolis und an seinem linken Nebenfluss Rio Mourão im gleichnamigen Munizip sind kleinere Wasserkraftwerke installiert.
Sein Wasser wird in großem Umfang für die Bewässerung landwirtschaftlicher Flächen verwendet. In seinem Einzugsgebiet werden bis zu 28.000 m³ pro Stunde vorwiegend für den Reisanbau entnommen, das ist ein Drittel der gesamten Bewässerungsmenge des Staates Paraná.

## Geschichte

### Vorkolumbianische Besiedlung
Am Ivaí zeugen seit Mitte des 20. Jahrhunderts archäologische Funde von der frühen Besiedlung des Landes. An der nördlichen Grenze des Munizips Prudentópolis wurden an der Fundstelle Estirão Comprido seit 1954 Artefakte der Guaraní- und vorkeramischer Kulturen untersucht. Es handelte sich dabei unter anderem um das indigene Volk der Itararé-Taquara-Kultur mit Bauern und Töpfern, das eine raffinierte Technik für unterirdische Bauten besaß. Sie bewohnten Regionen mit Wäldern der Araukarienkiefer.
Am Unterlauf des Ivaí fand ein Landwirt 1958 beim Ausheben einer Vertiefung für den Bau einer Zuckerrohrmühle ganz in der Nähe des Hochufers im schwarzen Sandboden Skelette. Die archäologische Untersuchung des Sítio José Vieira im Munizip Guaporema zeigte, dass es sich um eine Begräbnisstätte aus der Guaraní-Kultur handelte. Sie stammt aus einer Trockenperiode vor dem 16. Jahrhundert, als nach Berichten europäischer Reisender schon Regenwald vorherrschte. Nach der seither erfolgten Radiokohlenstoffdatierung sind die Knochen etwa 3500 Jahre alt.

### Spanische Herrschaft

#### Erste Europäer
Im 16. Jahrhundert lebten im Viereck zwischen Paraná, Paranapanema, Tibají und Rio Iguaçu in der Mehrheit Tupi-Guarani-Völker.
Der erste Europäer, der die Region durchzog, war Aleixo Garcia, der 1524 mit seiner Bandeira auf seinem Raubzug nach Sucre den Paraná in der Gegend von Sete Quedas überquerte. 1541 durchquerte Álvaro Nunes Cabeza de Vaca auf dem Weg nach Asuncion die Region. Er überschritt den Iguaçu, dann den Tibaji, und nahm den Paraná symbolisch für den König von Spanien in Besitz.
1554 wurde am Ufer des Paraná die Stadt Ontiveros unweit der Mündung des Ivaí gegründet. Ontiveros diente der Versklavung vieler Indigener. 1557 wurde die Stadt stromabwärts in die Nähe der Piquirí-Mündung verlegt. Hier erhielt sie den Namen Ciudad Real del Guayrá. 1579 gründeten die Spanier Ivaí-aufwärts an der Mündung des Corumbataí auf dem Gebiet des heutigen Munizips Fênix (Paraná) die Stadt Vila Rica do Espírito Santo. Vila Rica wurde ebenfalls ein bedeutendes Zentrum der Versklavung Indigener. Die spanischen Orte auf dem Gebiet des Staates Paraná erhielten den Namen República do Guairá.
Die indigenen Bewohner wurden gezwungen, den Katechismus und ein Handwerk zu erlernen. Sie mussten Abgaben leisten oder Frondienste erbringen. Dieses System wurde Encomiendas genannt. Es wurde auch in Ciudad Real und in Vila Rica installiert. Die Indigenen wehrten sich stark. Wegen der Häufigkeit von Aufständen schlug der Gouverneur von Paraguay der spanischen Krone vor, die Befriedung und Bekehrung der Indianer den Jesuiten anzuvertrauen.

#### Jesuitenreduktionen
Die Jesuiten hatten bis dahin die Indigenenmission als Wanderprediger vorgenommen. Dies wirkte nicht nachhaltig. In Guairá erprobten sie erstmals das neue System der Reduktionen. Hier wohnten die Indigenen in (Klein-)Familien in Häusern, ebenso lebten die Missionare dauerhaft in der Reduktion.
1610 gründeten die Jesuiten am linken Ufer des Paranapanema Nossa Senhora de Loreto und Santo Inácio Mini. In dieser Gegend lebten über 200 Guaranífamilien, die sie vor der Gründung der Reduktionen tauften. In den folgenden Jahren entstanden in Guairá insgesamt 13 Reduktionen, darunter am Ivaí und an seinem Nebenfluss Corumbataí die Reduktionen Sete Arcanjos (1627), San Pablo del Ivagy (1627) und Santo Tomé (1628). 1989 wurde das Sítio São José am Ivaí archäologisch erforscht. Es stellte sich als die Jesuitenmission San Pablo del Iniaí heraus.
Innerhalb weniger Jahre lebten 100.000 Indigene in Siedlungen. Erstmals in der Geschichte der Kolonisierung Südamerikas vermittelten die Jesuiten den Indigenen das Gefühl, mit systematischer und disziplinierter Arbeit etwas zu erreichen.
Die spanische Bevölkerung der beiden Regionen um Ciudad Real am Paraná und um Vila Rica am Ivaí stand den Jesuiten feindselig gegenüber. Denn die Flucht der Indianer vor dem Encomiendasystem in die Reduktionen führte zu Arbeitskräftemangel in der Landwirtschaft und beim Mateteeanbau. Beide Regionen verfielen zunehmend, bis sie schließlich von den Bandeirantes zerstört wurden.
1628 schickten die Portugiesen einen Expeditionstrupp (Bandeira) unter Leitung von António Raposo Tavares nach Guairá. Ihr Ziel war die Vertreibung der Jesuiten aus den Guairá-Missionen im Südwesten. Es nahmen nach Sérgio Buarque de Holanda 69 Weiße, 900 Mischlinge und über 2000 Indios teil, nach anderer Quelle waren es 900 Weiße und 3000 Indigene. Ihr Weg führte von São Paulo über Santos, São Vicente und Itanhaém durch die Serra do Mar auf die Campos Gerais. Von hier folgte sie dem Tibají in Richtung der Reduktionen. Beim Überfall auf die jesuitische Mission von San Antonio am Ufer des Rio Ivai nahm die Bandeira 4000 Indios gefangen und brannte sämtliche Gebäude nieder. Eine weitere Gruppe nahm die Mission von San Miguel, ebenfalls am Rio Ivai, ein. Die Jesuiten zogen schließlich mit 1200 Indigenen vor das Lager der Bandeirantes. In den folgenden Verhandlungen sicherte der Bandeirantenführer António Raposo Tavares den Jesuiten die Freiheit der indigenen Bevölkerung von Sklaverei zu. Daraufhin zog die Bandeira, begleitet von den zwei Jesuiten Justa Mancilla und Simon Maceta, in 42 Tagen zurück nach São Paulo, wo sie im März 1629 ankam. Die Rückkehr brachte 20.000 Indigenen die Sklaverei zurück. Die Bemühungen die beiden Jesuiten und auch des Bandeiranteführers blieben erfolglos.
Der Historiker Romário Martins berichtete, dass allein in Kämpfen mit den Portugiesen 15.000 Indigene fielen, und dass über 60.000 in die Sklaverei gingen. Von den 13 Reduktionen wurden 11 zerstört, nur Loreto e Santo Inácio Mini blieben erhalten, einfach weil dort niemand mehr angetroffen wurde. Die Missionare hatten Guairá mit 12.000 der ursprünglich 100.000 Reduktionsbewohner in Richtung Rio Grande do Sul und Uruguay verlassen. Das Epos dieses Exodus auf dem Paraná über die Sete Quedas hat Pater Antonio Montoya erzählt.
Als Konsequenz der Bandeirantenzüge verblieb das große Gebiet von Guairá praktisch menschenleer, das sich schon auf dem Weg in die europäische Zivilisation befunden hatte.

#### Zerstörung von Vila Rica
Bei der Zerstörung der Jesuitenreduktionen hatten sich die Spanier von Ciudad Real und Vila Rica mit den Portugiesen gegen die Abschaffung der Versklavung verbündet. Deshalb verschonten die Portugiesen Vila Rica zunächst vor der Zerstörung. 1674 sollte eine Bandeirantentruppe die verbliebene indigene Bevölkerung einfangen. Als sie nach Vila Rica kam, war praktisch niemand mehr anzutreffen. Sie zerstörten die Stadt mit dem Argument, dass das gesamte Gebiet zwischen Paranapanema und Rio da Prata Teil von Portugal sei und eine spanische Stadt am Ufer des Ivaí keine Daseinsberechtigung mehr habe. Die verbliebenen Spanier zogen sich nach Paraguay zurück.

### Wiederbesiedlung
Es fanden immer wieder erfolglose Versuche zur Wiederbesiedlung des Gebiets im Norden Paranás statt. Erst mit der Erkenntnis, dass sich die fruchtbaren Basaltböden (Terra Roxa) und das Klima mit seltenen Frösten für landwirtschaftliche Nutzung und besonders für den Kaffeeanbau eignen, wurde das Land für eine Besiedlung interessant. Der tropische Regenwald am Mittel- und Unterlauf des Ivaí wurde in den 1950ern gerodet, um Fläche für den Kaffeeanbau zu gewinnen. Das Land wurde durch Ansiedlungsgesellschaften wie zum Beispiel die Companhia Melhoramentos Norte do Paraná vom Staat Paraná oder von Vorbesitzern, oft Bodenspekulanten („grileiros“), erworben, verkehrsmäßig erschlossen und an Neusiedler verkauft. Die Munizipien im Einzugsbereich des Ivaí wurden größtenteils in den 1950er Jahren gegründet, wie zum Beispiel Querencia do Norte an der Mündung (1954) oder Cianorte im Bereich des Mittellaufs (1955). Aufgrund der Bevölkerungsentwicklung setzten sich die Stadtgründungen bis in die 1960er Jahre fort mit z. B. Umuarama (1961) oder São João do Ivaí (1964). Seit den großen Frösten Ende der 1960er bis Mitte der 1970er Jahre wurde die Landwirtschaft stark diversifiziert.